# Poppo van Burmania

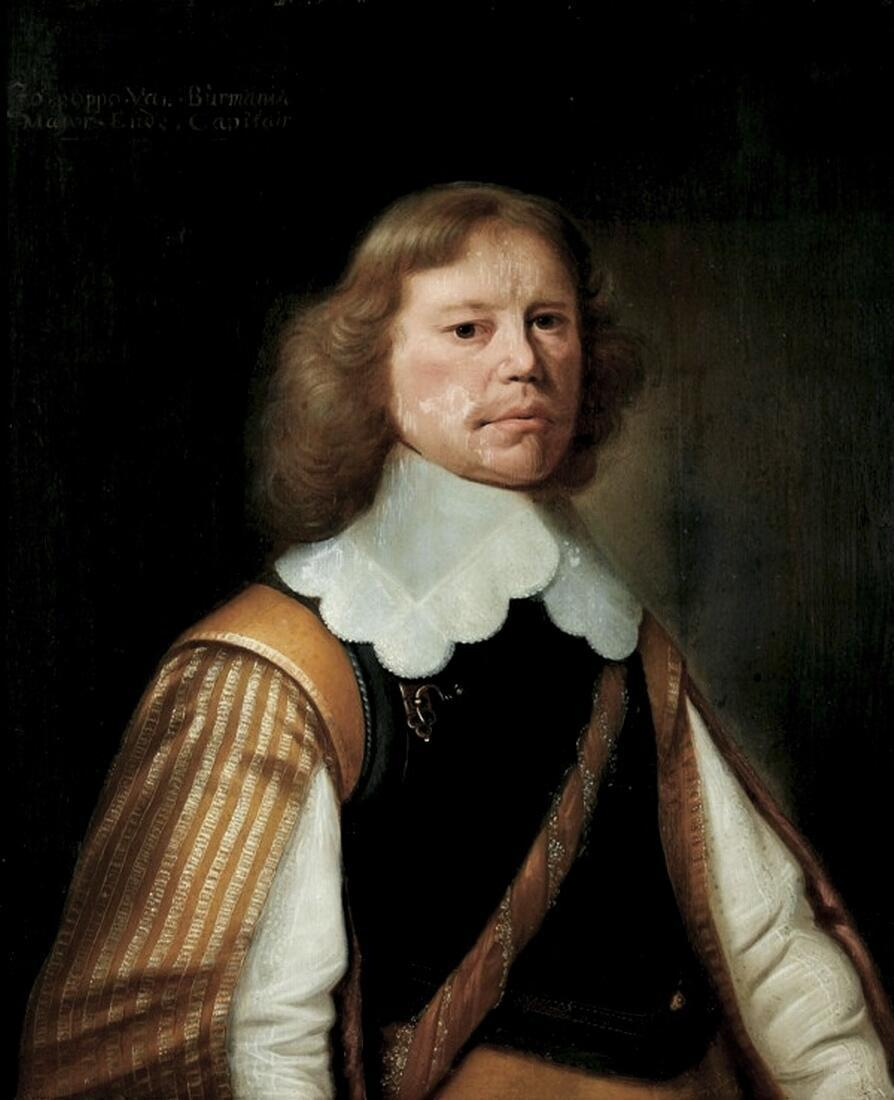
Poppe van Burmania

Poppo van Burmania (Oostende, 2 augustus 1603 - 30 augustus 1676), met de bijnaam Poppe de Oostendenaar,  was een militair in het Staatse leger. In 1674 was hij luitenant-kolonel van de lijfwacht van stadhouder Hendrik Casimir II. 
Hij stond in nauw contact met de Oranjes en de Nassaus. Poppo is vooral bekend van zijn dagboek Enege gedenckwerdege geschiedenissen waarin hij de periode 1622-1674 als militair beschrijft. 

## Biografie
Poppo, telg uit het oud adellijke Friese geslacht Van Burmania, was een zoon van jonker Johan en Barbara van Burmania. Hij werd tijdens het beleg van Oostende geboren. Hij trouwde in 1637 met Clara van Andreae, dochter van Joachim van Andreae, die raadsheer was in het Hof van Friesland. Het huwelijk bleef kinderloos.
Op 18-jarige leeftijd begon Poppo als vaandrig in het Staatse leger. Hij promoveerde in 1637 tot kapitein en ten slotte in 1657 tot luitenant-kolonel.  Poppo was betrokken bij de veroveringen van Oldenzaal in 1626, Groenlo (1627), Den Bosch (1629), Venlo, Roermond en Maastricht in 1632, Breda (1637), Sas van Gent (1644) en Hulst in 1645. Hij nam in 1659 en 1660 deel aan de Noordse Oorlog (1655-1660). Hij was getuige van de veranderingen op militair gebied in de 17e eeuw.
Poppo was lid van een invloedrijke Friese familie, maar wijdde zijn hele leven aan een militaire loopbaan. Zijn dagboek is van belang voor de inkijk die het geeft in het soldatenleven van de Tachtigjarige Oorlog.

## Wetenswaardigheden
- In sommige geschriften wordt hij Bormania Oostenda genoemd.